# Kluczynski Federal Building
Kluczynski Federal Building est un gratte-ciel situé au 230 South Dearborn Street dans le secteur communautaire du Loop à Chicago, dans l'État de l'Illinois aux États-Unis. Œuvre de l'architecte Ludwig Mies van der Rohe, la construction s'est achevée en 1975.

## Description
Le bâtiment possède des bureaux fédéraux incluant le bureau du recrutement de la Force aérienne, le bureau du U.S. Department of State Passport, le bureau de l'Internal Revenue Service, et les bureaux des sénateurs de l'État de l'Illinois, Richard Durbin et Roland Burris.
À la suite de son élection comme Président des États-Unis le 4 novembre 2008, l'équipe de transition de Barack Obama occupe provisoirement des bureaux dans ce bâtiment, ce qui induit des mesures de sécurité accrues dans le secteur.
Cet immeuble a été conçu par Ludwig Mies van der Rohe et la construction a été achevée en 1975. Il mesure 171 mètres de hauteur et se trouve sur le site auparavant occupé par le Chicago Federal Building de l'architecte Henry Ives Cobb. Il a été nommé en l'honneur de John C. Kluczynski qui a représenté le 5e district de l'Illinois au Congrès américain de 1951 à 1975. Juste en face de l'édifice, sur la Federal Plaza, se trouve le Flamingo, une sculpture en acier rouge haute de 16 m et conçue par Alexander Calder.
L'immeuble est la propriété de l'Administration des services généraux (General Services Administration).